# 723
723（七百二十三、なつみさん）は自然数、また整数において、722の次で724の前の数である。

## 性質
- 723は合成数であり、約数は 1, 3, 241, 723 である。
  - 約数の和は968。
- 723, 724, 725 の3連続整数の3辺でできる三角形の面積が整数(226974)となる5番目の組である。1つ前は193, 194, 195、次は2701, 2702, 2703。(オンライン整数列大辞典の数列 A016064)
- 220番目の半素数である。1つ前は721、次は731。
- 各位の和が12になる61番目の数である。1つ前は714、次は732。
- 723 = 12 + 192 + 192 = 52 + 132 + 232 = 72 + 72 + 252
  - 3つの平方数の和3通りで表せる105番目の数である。1つ前は718、次は728。(オンライン整数列大辞典の数列 A025323)
  - 723 = 52 + 132 + 232
    - 異なる3つの平方数の和1通りで表せる148番目の数である。1つ前は720、次は736。(オンライン整数列大辞典の数列 A025339)
- 723 = 14 + 24 + 34 + 54
  - n = 4 のときの 1n + 2n + 3n + 5n の値とみたとき1つ前は161、次は3401。
  - 723 = (3−1/2)2 + (5−1/2)2 + (7−1/2)2 + (11−1/2)2
- 723 = 36 − 6
  - n = 6 のときの 3n − n の値とみたとき1つ前は238、次は2180。(オンライン整数列大辞典の数列 A000325)
- 723 = 3 × (152 + 15 + 1) = 3 × (162 − 16 + 1)
  - n = 15 のときの 3(n2 + n + 1) の値とみたとき1つ前は633、次は819。(オンライン整数列大辞典の数列 A259711)

## その他 723 に関連すること
- 西暦723年
- 紀元前723年
- 第七二三海軍航空隊は、大日本帝国海軍の飛行隊。
- ウォーク (USS Walke, DD-723) は、アメリカ海軍の駆逐艦。
- オクラホマシティ (USS Oklahoma City, SSN-723) は、アメリカ海軍のロサンゼルス級原子力潜水艦。
- 人名の「なつみ」の当て字に使われる。
  - 安倍なつみ
  - 春瀬なつみ
  - 『ケロロ軍曹』の登場人物の日向夏美
  - 『夏色キセキ』の登場人物の逢沢夏海